# Kai Gniffke

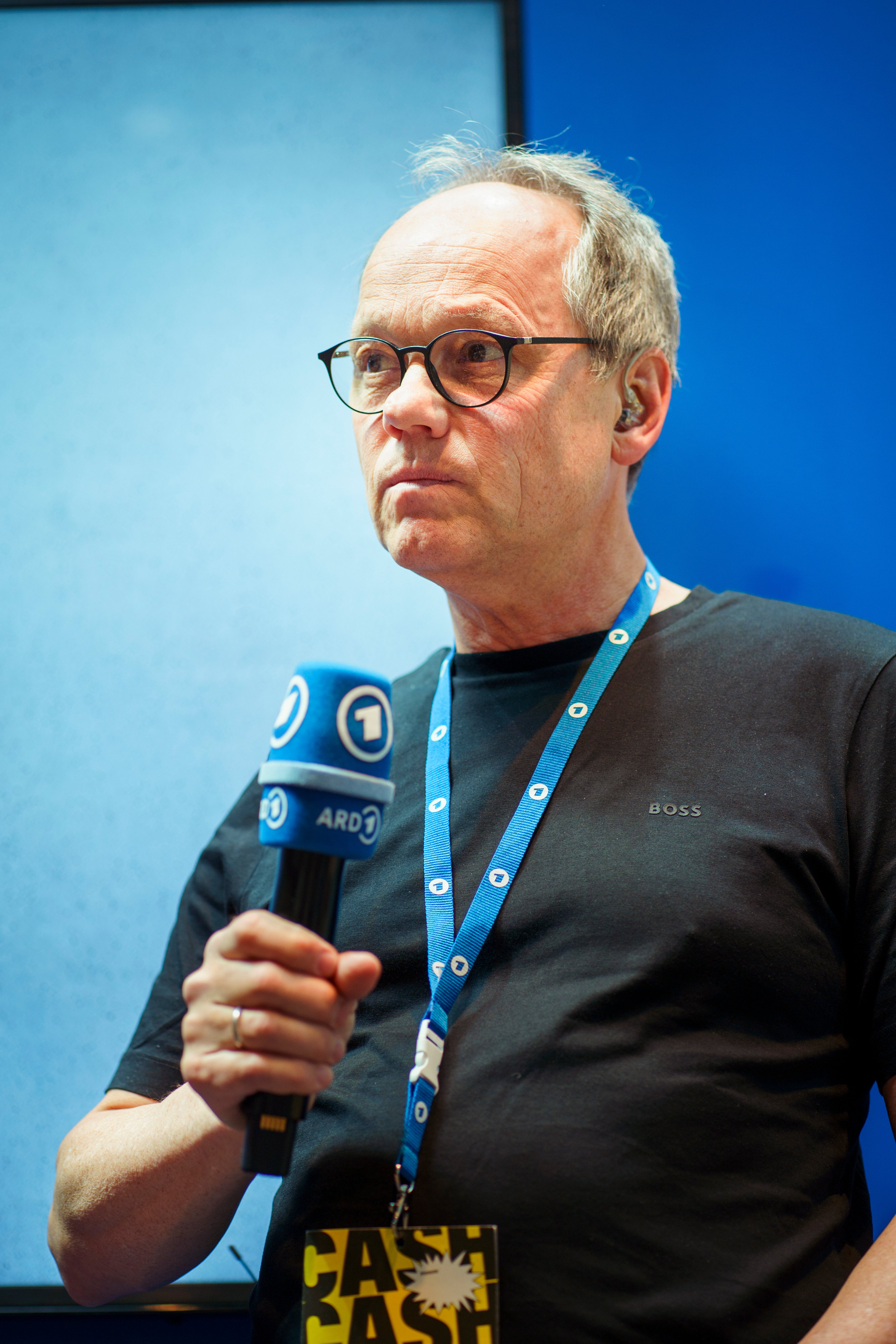
Kai Gniffke auf der Konferenz re:publica (2023)

Kai Ulrich Gniffke (* 20. November 1960 in Frankfurt am Main) ist ein deutscher Rundfunkfunktionär und Journalist. Er war von 2006 bis 2019 „Erster Chefredakteur“ von ARD-aktuell und somit auch der Tagesschau und der Tagesthemen. Seit 1. September 2019 ist er Intendant des Südwestrundfunks (SWR) und war in der Nachfolge von Tom Buhrow vom 1. Januar 2023 bis 31. Dezember 2024 Vorsitzender der ARD.

## Leben
Gniffke wuchs im Dorf Trittscheid in der Eifel auf. Sein Abitur absolvierte er 1979 am Geschwister-Scholl-Gymnasium Daun. Anschließend studierte er an der Johannes Gutenberg-Universität Mainz und der Goethe-Universität Frankfurt am Main 22 Semester Politikwissenschaft, Öffentliches Recht und Soziologie, begleitet von diversen Nebentätigkeiten und journalistischen Praktika. Seinen Arbeitsschwerpunkt bildete die Geschichte der Arbeiterbewegung. Mit einer Arbeit über den Frankfurter SPD-Politiker Max Quarck (1860–1930) promovierte Gniffke 1992 bei Iring Fetscher zum Dr. phil.
Bereits während des Studiums arbeitete Gniffke beim damaligen Südwestfunk (SWF), 1992 wurde er Reporter und später Schlussredakteur der SWF-Fernsehnachrichten in Mainz. Ab 1995 war er landespolitischer Korrespondent des SWF in Rheinland-Pfalz sowie von 1996 bis 1998 Reporter, Planer und Senderedakteur beim landespolitischen Magazin Politik Südwest. Der SWF fusionierte 1998 mit dem SDR zum Südwestrundfunk (SWR). Anschließend war Gniffke von 1999 bis 2003 als Redaktionsleiter ARD-aktuell für die Zulieferungen des SWR Mainz für Sendungen der ARD wie z. B. Tagesschau und Tagesthemen  verantwortlich. Parallel hatte er ab Oktober 2000 einen Lehrauftrag an der Universität Mainz. Zudem lehrte er ab 2002 als Trainer an der Zentralen Fortbildung der Programm-Mitarbeiter (ZFP) von ARD und ZDF bzw. ab 2007 an der daraus hervorgegangenen ARD.ZDF medienakademie.
Gniffke wechselte 2003 als Zweiter Chefredakteur von ARD-aktuell und Chef des Teams Tagesthemen nach Hamburg. Im Januar 2006 übernahm er als Nachfolger von Bernhard Wabnitz den Posten des Ersten Chefredakteurs von ARD-aktuell. Damit war er bis 2019 u. a. für die Tagesschau, die Tagesthemen und tagesschau.de verantwortlich. Er gehörte zu den Mitbegründern und Autoren des Tagesschau-Blogs, der 2007 mit dem Grimme Online Award ausgezeichnet wurde. Die von Gniffke eingeführte Tagesschau-App erhielt 2012 den Publikumspreis des Grimme Online Award. In die Kritik geriet er 2014 im Zusammenhang mit Vorwürfen einer tendenziösen Berichterstattung über den Euromaidan und den Krieg in der Ostukraine in den ARD-Nachrichtensendungen. Gniffkes Reaktion auf eine Rüge des ARD-Programmbeirats charakterisierte Alexander Krei vom Branchendienst DWDL.de als „ungewohnt selbstkritisch“. Dem Medienjournalisten Stefan Winterbauer von Meedia zufolge war sie hingegen „voller Eigenlob, durchdrungen von einem Unfehlbarkeitshabitus und einer schwer erträglichen Arroganz.“ Der bei ARD-aktuell federführende Norddeutsche Rundfunk verlängerte Gniffkes Vertrag als Chefredakteur 2015, er hatte die Position bis August 2019 inne.

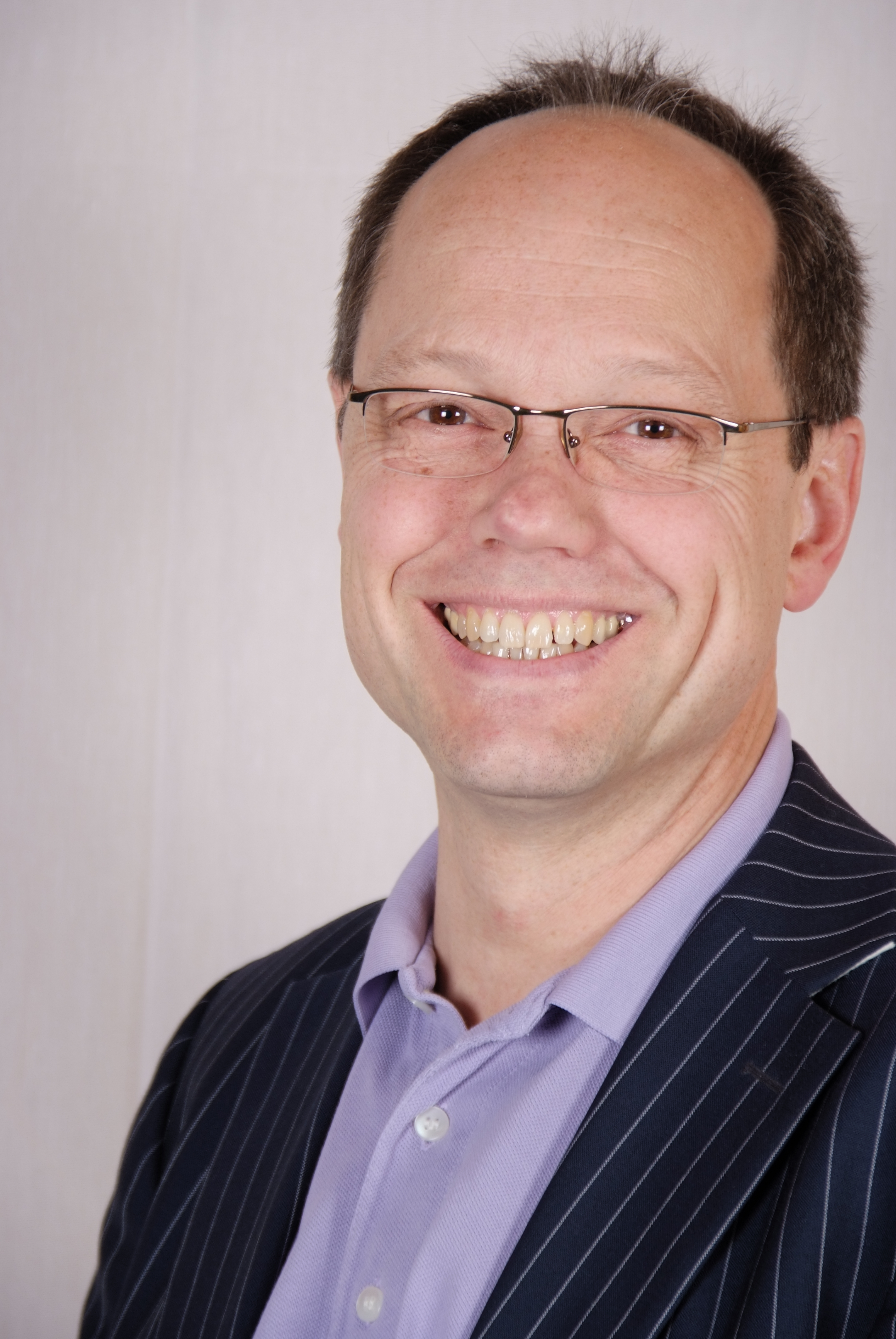
Gniffke in jüngeren Jahren (2010)

Neben der SWR-Landessenderdirektorin von Baden-Württemberg Stefanie Schneider bewarb sich Gniffke 2019 um die Nachfolge von Peter Boudgoust als Intendant des Südwestrundfunks. Der Rundfunkrat und der Verwaltungsrat des SWR entschieden sich am 23. Mai 2019 im zweiten Wahlgang für Gniffke. Er trat das Amt zum 1. September 2019 an. Die Hochschule Mittweida ernannte ihn im August 2019 zum Honorarprofessor für Journalismus in der digitalen Transformation. Gniffke zählte 2022 mit einem Jahresgehalt von 379.701 Euro zu den am besten verdienenden Funktionären des öffentlich-rechtlichen Rundfunks. Nur WDR-Intendant Tom Buhrow erhielt ein höheres Gehalt.
Am 8. Dezember 2023 wurde er für eine zweite Amtszeit als SWR-Intendant, die vom 1. September 2024 bis 31. August 2029 läuft, in seinem Amt bestätigt. Die Wiederwahl wurde in den Medien kritisiert, da er der einzige Kandidat war, das Wahlverfahren als intransparent angesehen wird und politische Einflussnahme aufgrund von Gniffkes SPD-Mitgliedschaft befürchtet wird.
Seit seiner Studienzeit Anfang der 1980er Jahre ist Gniffke Mitglied der SPD.
Kai Gniffke ist Enkel von Erich Gniffke.

## Veröffentlichungen
- Volksbildung in Frankfurt am Main 1890–1990. Kramer, Frankfurt a. M. 1990.
- Genosse Dr. Quarck. Max Quarck – Publizist, Politiker und Patriot im Kaiserreich. Kramer, Frankfurt a. M. 1999.